# Edwin McMillan
Edwin Mattison McMillan (18. září 1907 – 7. září 1991) byl americký fyzik, který je považován za prvního výrobce transuranu. V roce 1951 spolu s Glennem Seaborgem získal Nobelovu cenu za chemii.
V roce 1924 začal studovat na Kalifornském technickém institutu (Caltech). V roce 1928 zde získal titul Bachelor of Science a v roce 1929 titul Master of Science. V roce 1932 získal Ph.D. na Princetonské univerzitě.
Než získal doktorát, byl ve skupině Ernesta Orlanda Lawrence a v roce 1934 začal pracovat v nově vzniklé Berkeley Radiation Laboratory.
V roce 1940 spolu s Philipem Abelsonem při bombardování tenké uranové fólie neutrony vytvořil neptunium. Poté ale začal s výzkumem radarů na MIT a další transurany objevil Glenn Seaborg. Během druhé světové války pracoval na projektu Manhattan v Národní laboratoři Los Alamos. V roce 1946 se stal profesorem na Kalifornské univerzitě v Berkeley. Poté se vrátil do Berkeley Radiation Laboratory a po smrti Ernesta Lawrence v roce 1958 se stal ředitelem tohoto institutu. Do důchodu odešel v roce 1973.
V roce 1945 vyvinul několik metod na vylepšení cyklotronu, což vedlo k vynálezu synchrotronu. Ten byl použit k objevu mnoha nových chemických prvků.
V roce 1951 získal s Glennem Seaborgem Nobelovu cenu za chemii za „objevy v chemii transuranových prvků“.